# ستيجوفونا

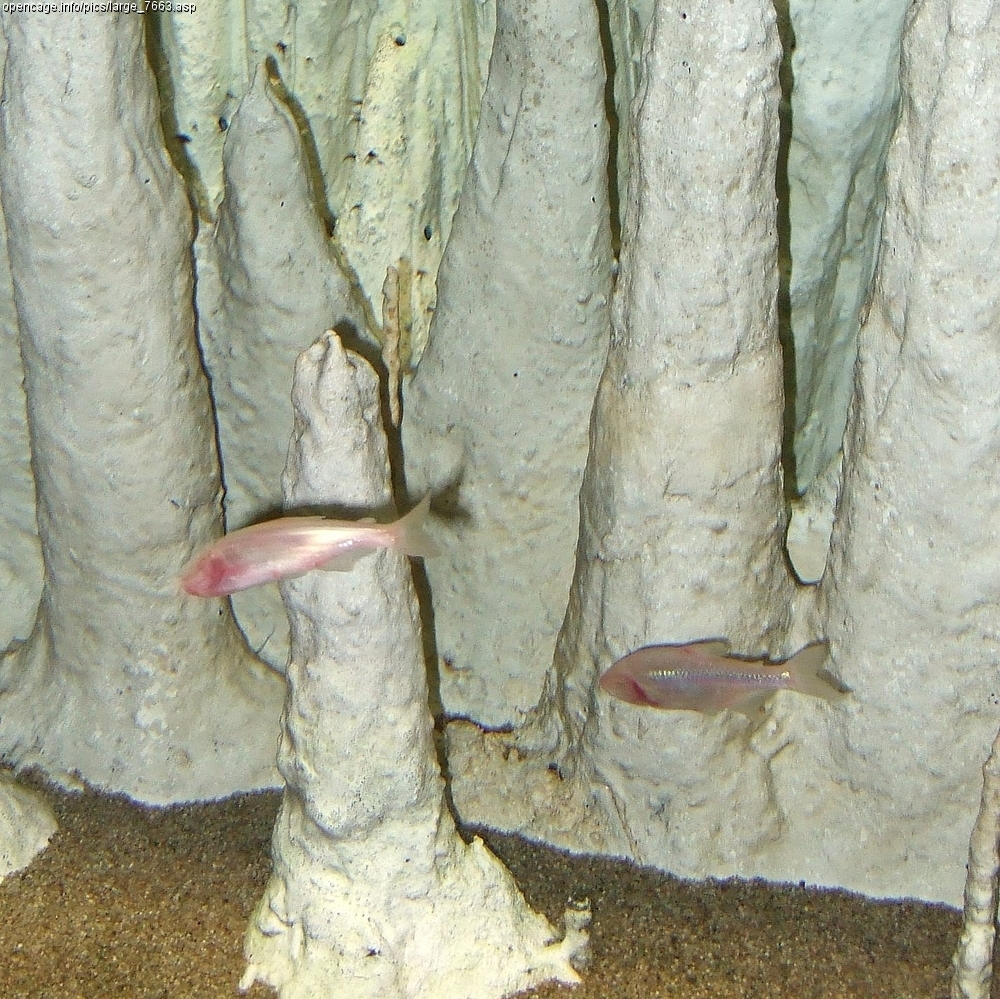
Astyanax jordani ، سمكة كهفية من الكهوف المكسيكية

الستيغوفونة (بالإنجليزية: Stygofauna)‏ هي أي حيوانات تعيش في أنظمة المياه الجوفية أو طبقاتها مثل الكهوف و الشقوق والتجاويف . الستيغوفونة و التروغلوفونا هما نوعان من الحيوانات الجوفية بناءً على تاريخ الحياة ؛ حيث ترتبط الأولى بالمياه، و ترتبط الثانية ببيئات الكهوف و المساحات فوق منسوب المياه . فيمكن أن تعيش الحيوانات الستيغوفونية داخل طبقات المياه العذبة و مسام الحجر الجيري أو الكالسيت أو اللاتريت ، في حين يمكن العثور على حيوانات أكبر حجمًا في مياه الكهوف و الآبار. الحيوانات الستيغوفانية، مثل التروغلوفونا تنقسم إلى ثلاث مجموعات بناءً على تاريخ حياتها :الستيجوفيليات، و الستيجوكسينات، و الستيغوبيتات.
-تعيش الستيغوفيلات في البيئات المائية السطحية والجوفية، و لكن تواجدها لا ينحصر بالضرورة في كلاهما.
-تشبه الستيغوكسينات الستيغوفيلات، إلا أنها تُعرَّف بأنها تتواجد بشكل غير مقصود أو متقطع في المياه الجوفية. قد يعيش كلا النوعين جزءًا من حياتها في الكهوف، لكنهما لا يكملان دورة حياتهما فيها بالضرورة أيضا.
-الستيغوبيتات حيوانات مائية أو جوفية تمامًا، و تكمل حياتها بالكامل في هذه البيئة.
تم إجراء بحث مكثف عن الحيوانات الستيغوفونية في بلدان يسهل الوصول إلى الكهوف والآبارفيها مثل فرنسا وسلوفينيا و الولايات المتحدة و مؤخرًا أستراليا. العديد من أنواع تلك الحيوانات ، و خاصة الستيغوبيتات المائية متوطنة في مناطق محددة أو حتى في كهوف فردية. مما يجعلها محورًا مهمًا للحفاظ على أنظمة المياه الجوفية.

## النظام الغذائي ودورة الحياة
تتكيف حيوانات الستيغوفونية مع إمكانيات الغذاء المحدودة و لكن الموفرة للطاقة بشكل كبير كالعوالق والبكتيريا والنباتات الموجودة في الجداول.
و لضمان البقاء على قيد الحياة في بيئة كهذه حين يكون الغذاء نادرًا ومستويات الأكسجين منخفضة، غالبًا ما يكون لدى حيوانات الستيجوفونا معدل أيض منخفض جدًا. و نتيجة لذلك، تتمكن من العيش لفترة أطول مقارنة بالأنواع الأرضية الأخرى. على سبيل المثال، قُدِّر أن نوعا من جراد المياه العذبة ،المسمى Orconectes australis ، الذي يستوطن كهف شيلتا في ألاباما يسطيع التكاثر حتى في عمر 100 عام و يعيش حتى 175 عامًا على الرغم من أن الأبحاث الحديثة تشير إلى أن متوسط عمرها أقرب إلى 22 عامًا.

## أماكن التواجد و الأنواع
تستوطت حيوانات الستيغوفينية جميع أنحاء العالم و تشمل الأنواع على: بطنيات القدم والمهتزات ومتساويات الأرجل ومزدوجات الأرجل و عشريات الأرجل و الأسماك أو السلمندر.
توجد المهتزات الستيغوفينية في الولايات المتحدة و أوروبا و اليابان و أستراليا. يمكن العثور على بطنيات القدم الستيغوبيتاتية في أمريكا الشمالية و أوروبا و اليابان. تواجد متساويات الأرجل و مزدوجات الأرجل و عشريات الأرجل الستيغوبيتاتية على نطاق واسع في جميع أنحاء العالم.
توجد بعض الأنواع المائية من السلمندر الكهفي في أوروبا و الولايات المتحدة، مثل السلمندر الأوروبي وسلمندر تكساس الأعمى.
إضافة إلى ذلك، يوجد ما يقرب من 170 نوعًا من أسماك الستيغوبيتات و المعروفة شعبياً بإسم أسماك الكهف في جميع القارات، باستثناء القارة القطبية الجنوبية، و لكن مع وجود اختلافات جغرافية كبيرة في ثراء الأنواع.

## عينات الستيغوفونية
تُستخدم حاليًا عدة طرق لأخذ عينات من الحيوانات الستيغوفينية. الطريقة المقبولة هي إنزال شبكة السحب، وهي طريقة تعتمد على شبكة عوالق مرجحة بحجم لا يقل عن 50 ميكرومتر إلى قاع البئر أو الحفرة و يتم هزها لتحريك الرواسب في قاعدة البئر. ثم يتم جذب الشبكة ببطء، مما يؤدي إلى تصفية الحيوانات من عمود الماء في السحب الصاعد إلى الأعلى. هناك طريقة أخرىي يشار إليها بإسم طريقة كارامان-شابوي، لكنها تعتبر أكثر تدميراً من الأولى و هي عبارة عن ضخ مياه البئر باستخدام مضخة بوروش من خلال شبكة على السطح . هاتان الطريقتان تخضعان الأنواع الستيغوفينية للتحليلات المورفولوجية و الجزيئية. إضافة إلى ذك، يمكن أيضًا استخدام كاميرا فيديو أسفل الحفرة، مما يوفر معلومات عن تاريخ حياة الكائنات الحية و لكن نظرًا لصغر حجم الحيوانات، لا يمكن إجراء أي تحديد للأنواع.